# Onychoprion aleuticus
El charrán aleutiano (Onychoprion aleuticus), es una especie de ave marina Charadriiformes de la familia de los estérnidos, perteneciente al género Onychoprion.

## Localización
Esta especie de ave se encuentra en Alaska, Hong Kong, Singapur, Indonesia y en varias islas (Karimun, Bintan, Java, Bali y Célebes).